# Суинберн (остров)
Остров Суинберн (англ. Swinburne Island) — это меньший из двух искусственных островов, расположенный в Нижнем Нью-Йоркском заливе к востоку от Саут-Бич, Статен-Айленд.

## История

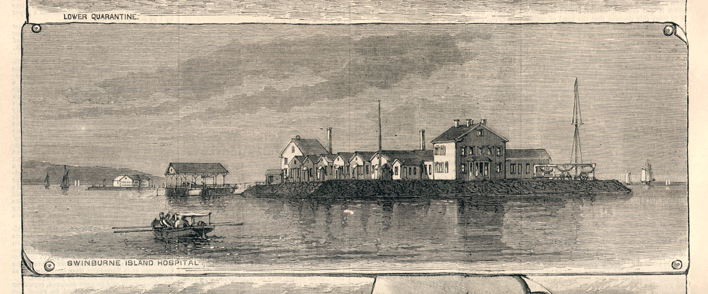
Больница на острове Суинберн, 1879

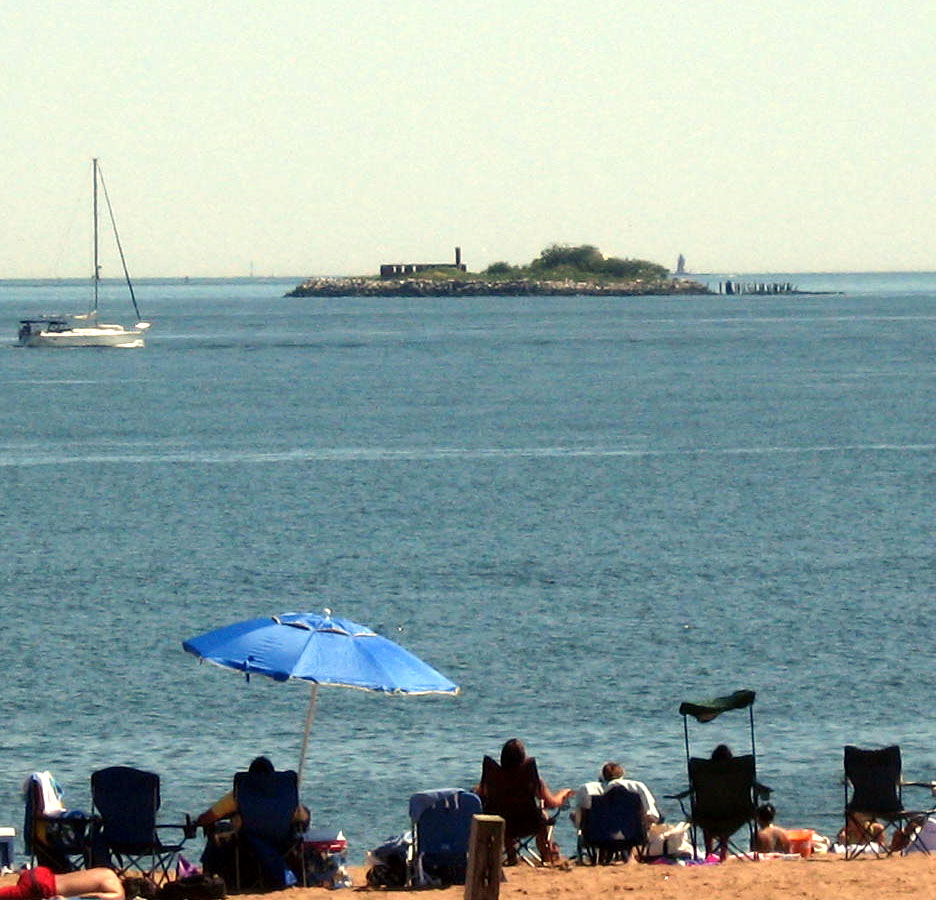
Вид со стороны Саутбичского променада

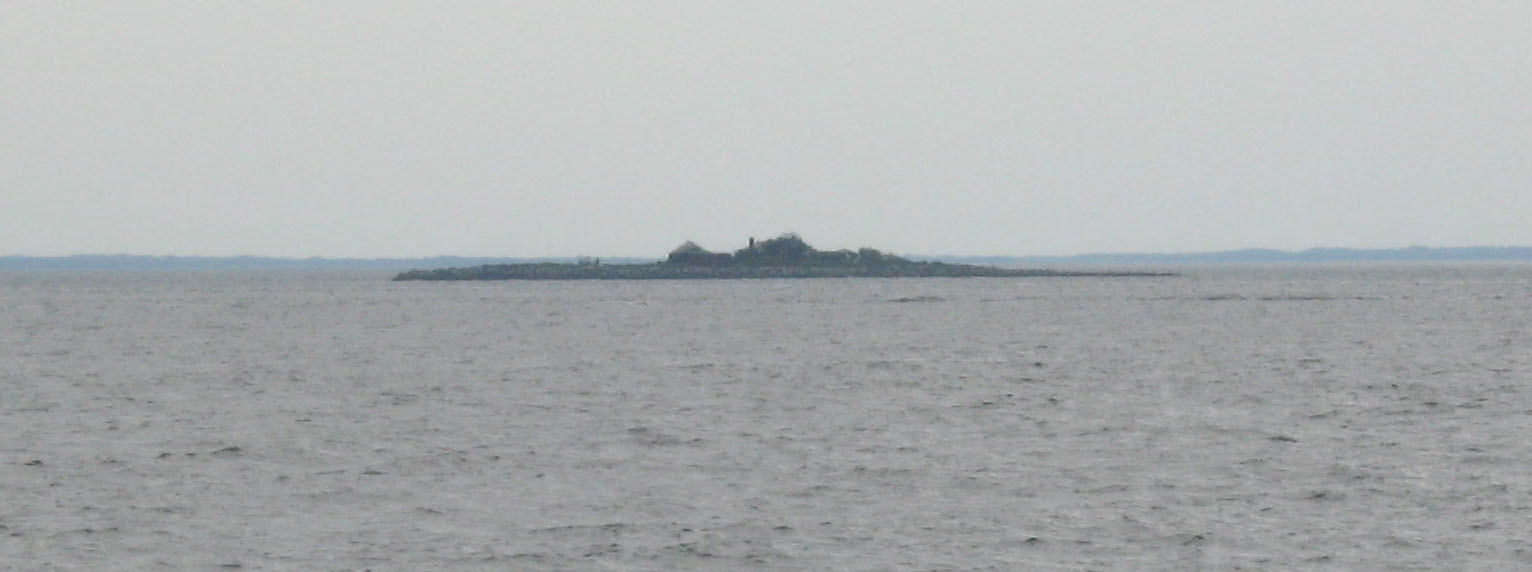
Остров Суинберн с востока

Остров был создан в 1860 году. Вместе с островом Хоффмана использовался для содержания на карантине иммигрантов, направляющихся в Соединённые Штаты Америки. В 1910—1911 годах остров использовали для карантина во время последней эпидемии холеры в США. Суинберн расположен примерно в полутора километрах от острова Хоффмана и на нем находился крематорий. Изначально остров назывался Дикс-Айленд, но был переименован в честь доктора Джона Суинберна (1820—1899), служившего военным врачом (хирургом) во время Гражданской войны в США. С началом Второй мировой войны торговый флот США использовал оба острова в качестве тренировочной базы, открытой в 1938 году. Арочные ангары, построенные в то время, целы до сих пор. В настоящее время остров находится в подчинении Службы национальных парков США.